# Солдсберри, Вуди
Вудро «Вуди» Солдсберри-младший (англ. Woodrow "Woody" Sauldsberry Jr.; 11 июля 1935, Уинсборо, штат Луизиана — 3 сентября 2007, Балтимор, штат Мэриленд) — американский профессиональный баскетболист, в прошлом игрок Национальной баскетбольной ассоциации. Лучший новичок НБА 1958 года, чемпион НБА сезона 1965/1966 в составе «Бостон Селтикс».

## Биография
Солдсберри родился в Луизиане, в 1937 году вместе с семьёй переехал в Калифорнию, в город Комптон, учился в старшей школе Комптона и был звездой местной баскетбольной команды. После окончания школы он поступил в Университет Южного Техаса. Баскетбольная команда этого университета, стартовая пятёрка которой полностью состояла из чернокожих игроков, наделала шуму на общенациональной студенческом чемпионате. Солдсберри же своей игрой привлёк внимание селекционеров нескольких клубов НБА, которые по тогдашним правилам не могли подписать с ним контракт, пока он не окончит университет. Подобные ограничения не действовали на команду «Гарлем Глоубтроттерс», состоящую только из афроамериканцев шоу-команду, сочетающую баскетбол и цирк. В 1954 году Солдсберри стал одним из «Глоубтроттерс» и в течение следующих двух лет он вместе с командой выступал во многих странах мира.
На драфте НБА 1957 года Солдсберри был выбран в восьмом раунде под общим 60-м номером командой «Филадельфия Уорриорз». По итогам своего первого сезона он был признан лучшим новичком лиги, став вторым после Мориса Стоукса афроамериканцем удостоенным этой награды. Во втором сезоне Солдсберри участвовал в Матче всех звёзд НБА, в котором провёл на площадке 18 минут и набрал 14 очков.
В 1960 году Солдбсерри перешёл в «Сент-Луис Хокс», традиционно белую команду. В 1961 году во время в предсезонного тура по США Хокс встречались с «Бостон Селтикс». Перед игрой в Лексингтоне, штат Кентукки, в кафе отеля отказали в обслуживании звезде «Селтикс» Биллу Расселлу, потому что он был чёрным. В знак протеста против расовой дискриминации семеро чернокожих игроков, пятеро из «Селтикс» и двое, Солдсберри и Клео Хилл, из «Хокс», уехали из города, оставив команды играть без них. Это событие вызвало значительный резонанс в обществе. Для игроков «Селтикс», сильнейшей на тот момент команды в НБА, всё кончилось хорошо, им были принесены извинения. В руководстве «Сент-Луис Хокс» царили другие настроения — лидер команды Клифф Хаган предлагал уволить чернокожих игроков, а владелец клуба через три недели после этих событий отдал Солдсберри дебютанту лиги, клубу «Чикаго Пакерс». Через год Солдсберри вернули, чтобы он помог команде в плей-офф, в частности опекал звезду «Лейкерс» Элгина Бэйлора, но у Вуди не сложились отношения с тренером Гарри Галлатином и вскоре он покинул команду.
В 1965 году Билл Расселл уговорил тренера «Бостон Селтикс» взять в команду Солдсберри, пропустившего весь предыдущий сезон. Большую часть времени, проведённого в Бостоне, Вуди пропустил из-за травмы, в частности не сыграл ни одного матча в плей-офф, однако получил своё чемпионское кольцо, когда «Селтикс» в восьмой раз подряд выиграли чемпионат НБА. После своего единственного чемпионского сезона Солдсберри завершил карьеру.
После завершения карьеры Солсберри некоторое время входил в Президентский совет по физической культуре, в конце 1960-х торговал автомобилями.